# 平野将弘
平野 将弘（ひらの まさひろ、1996年5月12日 - ）は栃木県小山市出身のプロサッカーコーチ。ウェールズサッカー協会認定 UEFA Bライセンス保持者。

## 来歴
幼稚園の年中からサッカーを始めて、小学生の時は東京ヴェルディや鹿島アントラーズのスクールに入りながら地元のチームでプレーしていたが、そのチームではコーチの子供達が試合に出るなど指導者には恵まれず、全く試合に出ることができずサッカーが嫌いになりそうであった。しかし、中学校のサッカー部での指導者との出会いにより、サッカー愛が再熱。彼の影響も受け、中学時代にサッカー指導者を志し、高校でイングランドに留学してFAライセンスのレベル１と２を取得した。イギリス国内や欧州で多くのプロサッカーコーチを生み出しているUniversity of South Walesのサッカーコーチング科を首席で卒業。大学在籍時にウェールズサッカー協会でアナリストとしてインターンを経験。カーディフ・シティFCのトップチームやアカデミーの分析を担当し、2018年12月にカーディフ・シティLFCのアシスタントコーチに就任した。
2020年1月11日、FC大阪のヘッドコーチに就任した。

## 指導歴
- 2017年3月 - 同年8月  U-13ウェールズ代表 アナリスト
- 2017年9月 - 2018年6月  マーサー・タウンFC トップチーム&U-19 パフォーマンスアナリスト
- 2017年11月 - 2019年6月  カーディフ・シティFC パフォーマンスアナリスト
  - 2017年11月 - 2018年8月 アカデミーコーチ 分析担当
  - 2018年9月 - 2018年10月 U-23 分析担当
  - 2018年11月 - 2019年6月 トップチーム トレンド分析担当
- 2018年12月 - 2019年6月  カーディフ・シティLFC アシスタントコーチ（分析担当）
- 2020年 -  FC大阪／F.C.大阪
  - 2020年 - 2023年 トップチーム ヘッドコーチ
  - 2024年 - 同年5月 トップチーム 分析担当コーチ
  - 2024年5月 - トップチーム パフォーマンスアナリスト兼プレイヤーデベロップメントコーチ